# 5090 Wyeth
5090 Wyeth este un asteroid din centura principală, descoperit pe 9 februarie 1980, de Harvard Observatory.